# Corsione
Corsione – miejscowość i gmina we Włoszech, w regionie Piemont, w prowincji Asti.
Według danych na styczeń 2009 gminę zamieszkiwały 233 osoby przy gęstości zaludnienia 45,2 os./1 km².